# Дом Абрамсона
Дом Абрамсона — здание в Одессе, построенное в 1852 году по проекту архитектора Ивана Козлова. Расположено в исторической части города, неподалёку от оперного театра и филармонии по адресу улица Бунина, № 19. 
С 1888 года, со дня своего рождения, по 1921 год в этом доме проживал Леонид Петрович Гроссман, русский советский писатель и литературовед, профессор. В память об этом на доме есть мемориальная доска.
В XXI века в здании располагается отель «Айвазовский».